# Llac alpí

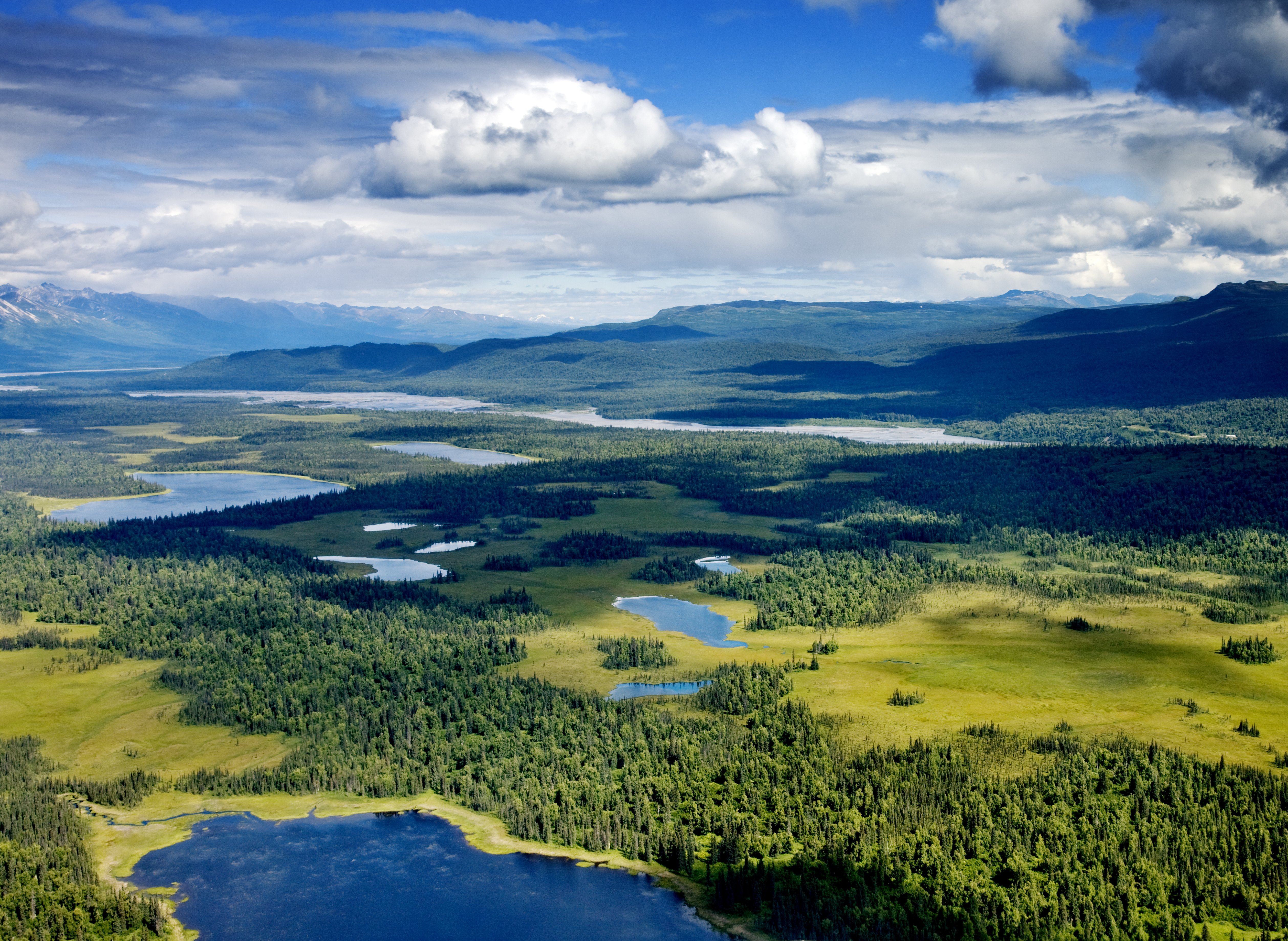
Llacs i boscos alpins, Parc i Reserva Nacional de Denali, Alaska.

Els llacs alpins són llacs o embassaments que es troben a grans altituds, generalment al voltant de 1524 metres d'altura com a mínim o estan per sobre del límit arbori.
Els llacs alpins tenen generalment l'aigua més clara que els llacs en les elevacions més baixes, a causa que l'aigua més freda conté menys quantitat d'algues i retarda el creixement de la molsa en l'aigua. Sovint, aquests llacs estan envoltats de pins, àlbers i altres arbres de gran altitud.

## Llacs alpins famosos
- Llac Sevan, Armènia.
- Crater Lake, Estats Units.
- Llac Tianchi, Corea del Nord / Xina.
- Llac Issyk-Kul, Kirguizstan.
- Llac Rush, Pakistan.
- Llac Tahoe, Estats Units.
- Llac Titicaca, Perú/ Bolívia (el llac alpí natural més gran del món)
- Llac Yellowstone, Estats Units.
- Llac Saiful Muluk, Pakistan.
- Llac Tenaya, Estats Units.
- Llac Baikal, Rússia.
- Pangong Tso, Índia.
- Llac Tsomgo, Índia.
- Llac Gangabal, Índia.
- Llac Van, Turquia.
- Llac Rara, Nepal.
- Llac Tarsar, Índia.